# The Coroner's Toolkit
The Coroner's Toolkit (ou TCT) est une suite de programmes de sécurité informatique développée par Dan Farmer et Wietse Venema. Cette suite a été créée dans l'objectif d'aider à l'analyse forensic d'un système Unix après une attaque informatique.
La suite est compatible sur les systèmes FreeBSD, OpenBSD, BSD/OS, SunOS/Solaris et Linux. Il y a aussi un portage vers HP-UX.
Certaines parties de TCT permettent aussi d'analyser et de restaurer des données après un crash d'un système (par exemple dans le cadre d'un plan de continuité d'activité).
Le développement de TCT a pris fin en 2009. La suite logicielle The Sleuth Kit, en partie basée sur TCT, a été désignée par les auteurs de TCT comme son successeur officiel.